# Chargé d'enseignement
Ne doit pas être confondu avec Professeur chargé de cours.
 (février 2011).
Si vous disposez d'ouvrages ou d'articles de référence ou si vous connaissez des sites web de qualité traitant du thème abordé ici, merci de compléter l'article en donnant les références utiles à sa vérifiabilité et en les liant à la section « Notes et références ».
En France et au Québec, le titre universitaire de chargé d'enseignement ou chargé de cours est attribué à un enseignant qui ne fait pas ou n'est pas payé pour faire de la recherche. Habituellement, le chargé de cours se voit attribuer les cours à la pièce et ne participe pas aux réunions départementales, tandis que le chargé d'enseignement se voit attribuer par contrat une tâche d'enseignement pour une ou plusieurs années et peut, selon l'université, participer aux réunions départementales. C'est l'équivalent du titre de course lecturer aux États-Unis.

## Statut par pays

### France
En France, les chargés de cours sont des vacataires et ne font pas partie du personnel permanent de l'établissement.
Ils doivent soit exercer une activité salariée d'au moins 900 heures par an — ou 300 heures d'enseignement —,
soit exercer une activité libérale et justifier de revenus de subsistance suffisants,
soit poursuivre des études de 3e cycle (2e année de master ou doctorat) au cours de l'année universitaire considérée,.
Le nombre d'heures de vacation est soumis à réglementation et à autorisation de cumul pour les agents de la fonction publique.
En fonction du statut principal, une distinction administrative est faite.
Celle-ci influe notamment sur le volume horaire maximum d'enseignement autorisé, couramment exprimé en heures équivalent TD (pour travaux dirigés).
L'étudiant préparant un doctorat est recruté au titre d'agent temporaire. Il ne peut en théorie pas assurer de cours magistraux et ne peut enseigner plus de 96 heures équivalent TD.
Les autres chargés de cours sont administrativement nommés chargés d'enseignement. Ils peuvent assurer des cours magistraux (CM), des TD et des travaux pratiques (TP) avec une quotité maximum supérieure de 187 heures équivalent TD.

### Belgique
En Belgique, en revanche, le titre universitaire de chargé de cours est le premier rang du corps académique. Il est titulaire de certains enseignements, participe aux décisions départementales et est habilité à diriger des recherches. Le chargé d’enseignement, en Belgique, est quant à lui nommé parmi les universitaires engagés dans la vie professionnelle et donne généralement cours dans le troisième cycle universitaire. Son contrat est renouvelable chaque année. C'est l’équivalent de professeur adjoint au Québec, assistant professor aux États-Unis, ou lecturer au Royaume-Uni. Il peut à ce titre bénéficier de l'appellation de «Professeur». Ce titre existe aussi dans le milieu universitaire de la Suisse romande mais du même rang qu'en Belgique.

### Suisse
En Suisse, le titre universitaire de chargé de cours fait partie du corps professoral au deuxième rang du corps académique qui est au-delà du titre de « privat docent ». Les chargés de cours sont, en général, choisis directement par la faculté/école/institut de l'université concerné(e). C'est l'équivalent du titre associate professor aux États-Unis, ou senior lecturer au Royaume-Uni. Certaines universités appellent chargés de cours des vacataires engagés pour donner, à durée limitée, quelques heures d'enseignement par semestre. L’article 141 du Règlement de l’Université de Genève précise que le chargé de cours « participe à l’enseignement et éventuellement à la recherche » et qu’il doit être « titulaire d’un doctorat ou titre équivalent ». Le chargé d’enseignement, quant à lui, dispense « des enseignements pratiques ou de formation complémentaire. Il/elle peut aussi conduire des activités de recherche » (art. 143).